# Cô bé và tiếng vang
Cô bé và tiếng vang (tiếng Litva: Paskutinė atostogų diena, tiếng Nga: Девочка и эхо) là một bộ phim truyền hình dành cho trẻ em của đạo diễn Arūnas Žebriūnas, ra mắt lần đầu năm 1964.

## Vinh danh
- Giải đặc biệt của Hội đồng giám khảo - Liên hoan phim Quốc tế Locarno (1965)